# Peter V. Karpovich
Peter Vasilievich Karpovich (russisch Пётр Васильевич Карпович, transkribiert Pjotr Wassiljewitsch Karpowitsch; * 25. Märzjul. / 6. April 1896greg. in Luga, Russisches Kaiserreich; † 13. Juni 1975 in Springfield, Massachusetts) war ein russisch-amerikanischer Sportmediziner, auf dessen Arbeiten die wissenschaftliche Erforschung des Krafttrainings beruht.

## Leben
Nach Privatunterricht studierte Karpovich von 1912 an Medizin (u. a. bei Iwan Petrowitsch Pawlow) an der Militärmedizinische Akademie S. M. Kirow in Sankt Petersburg. Als Medizinstudent musste er als Sanitäter und Hilfsarzt auch bereits Operationen (z. B. Amputationen) an der Front im Ersten Weltkrieg durchführen. Für Tapferkeit erhielt er den Russischen Orden des Heiligen Georg. Er geriet in das Zentrum der Oktoberrevolution. Da seine Familie die Revolution nicht komplett unterstützt hatte, wurde er vorübergehend inhaftiert, aber wieder frei gelassen, weil es an Ärzten mangelte. Er schloss sein Medizinstudium erfolgreich ab und wurde bis 1922 an den verschiedensten Orten im Kampf gegen Typhus und andere Epidemien eingesetzt. 1922 floh er nach Lettland und arbeitete drei Jahre als Arzt für den Christlichen Verein Junger Menschen (YMCA) in Riga. Durch die Verbindungen des YMCA in die USA bekam er ein Visum als Student und ein Jahr später eine Stelle am Springfield College (Massachusetts), der wichtigsten Ausbildungsstätte für Sportlehrer, wo u. a. Basketball und Volleyball erfunden wurden. 1926 wurde er hier zum Professor ernannt, 1935 wurde er amerikanischer Staatsbürger. Im Zweiten Weltkrieg wurde er der Leiter des Fitness Labors der School of Aviation Medicine in San Antonio (Texas) für die United States Air Force. Während er lange Zeit gegen Krafttraining argumentiert und publiziert hatte, änderte sich dies 1940. Von nun an setzte er sich nach einer Kraftsport-Demonstration für Krafttraining ein und forschte und publizierte auch über seinen Ruhestand 1969 hinaus über alle Aspekte von Kraft. Karpovich war Fellow der National Academy of Kinesiology und Mitgründer des American College of Sports Medicine. Das Springfield College ehrt Karpovich durch eine jährliche Memorial Lecture. Der WorldCat hat 386 Werke von ihm.